# Djupvik
Djupvik este o arie protejată (arie specială de conservare — SAC, sit de importanță comunitară — SCI) din Suedia întinsă pe o suprafață de 44 ha, integral pe uscat.

## Localizare
Centrul sitului Djupvik este situat la coordonatele 64°28′52″N 19°25′15″E / 64.481°N 19.4209°E.

## Înființare
Situl Djupvik a fost declarat sit de importanță comunitară în iunie 2001 pentru a proteja 1 specie de animale. Situl a fost protejat și ca arie specială de conservare în martie 2011.

## Biodiversitate
Situată în ecoregiunea boreală, aria protejată conține 4 habitate naturale: Mlaștini turboase de tranziție și turbării mișcătoare, Păduri de conifere pe eskere fluvioglaciare sau legate la acestea, Lacuri și iazuri distrofice naturale, Ape oligotrofe din câmpii nisipoase, cu un conținut foarte redus de minerale (Littorelletalia uniflorae).
La baza desemnării sitului se află o specie protejată de  nevertebrate: Dytiscus latissimus.